# Конгорилла
Конгорилла (англ. Congorilla), изначально персонаж-человек, известный как Конго Билл (англ. Congo Bill) — супергерой, появляющийся в комиксах издательств DC Comics и Vertigo Comics. Изначально персонаж был создан писателем Уитни Эллсуортом и художником Джорджем Паппом, а позже Роберт Бернштейн и Говард Шерман трансформировали его в Конгориллу. Персонаж впервые появляется в More Fun Comics #56 (июнь 1940).

## История публикации
Congo Bill был продолжительным приключенческим стрипом DC Comics, часто напоминающим газетную полосу Алекса Рэймонда Jungle Jim. Появившись в More Fun Comics #56, стрип имел умеренный успех и выходил там до выпуска #67 (май 1941 года), после чего с выпуска №37 (июнь 1941 года) перешла в Action Comics.
В Action Comics #191 (апрель 1954) был представлен Джану, мальчик из джунглей, который выросший в джунглях после того, как его отец был убит тигром. В 1954 году DC выпустил серию Congo Bill, которая выходила раз в два месяца и состояла из семи выпусков (август/сентябрь 1954 — август/сентябрь 1955).
Конго Билл встретил легендарную золотую гориллу в Action Comics #224 (январь 1957). Он также встретил Конгориллу, у которой похожее имя, в Action Comics #228 (май 1957). В выпуске #248 (январь 1959 года) Билл был преобразован в Конгориллу, и название стрипа также было изменено. Серия Congorilla выходила в Action Comics до выпуска #261 (февраль 1960), после чего она была перенесена в Adventure Comics в выпуске #270 (март 1960) и выходила по выпуск #283 (апрель 1961).
После завершения своей серии, Конгорилла в основном появлялся в качестве приглашённой звезды в других комиксах, в том числе в комиксах про Забытых героев. В 1992 году персонаж получил свою собственную мини-серию комиксов, в котором Джану предаёт Билла, узурпирует личность Конгориллы и частично ослепляет его. В 1999 году DC Comics вновь вернула Конго Билла для выпуска ещё одной ограниченной серии из четырёх выпусков под маркой Vertigo Comics для зрелой читательской аудитории.
Конгорилла вернулся в 2009 году в серии Cry for Justice, присоединившись к активной фракции Лиги справедливости. После этой серии Конгорилла стал главным героем в Justice League of America в качестве полноправного члена Лиги справедливости. Он также появился в серии Starman/Congorilla (март 2011) вместе с близким другом и товарищем по команде Старменом (Микаалом Томасом).
Конго Билл появляется в продолжении Rebirth в качестве стража Скалы Монстров, где он обучает героя Ущерба контролировать свои способности.

## Биография персонажа
Уильям «Конго Билл» Гленморган родился в 1898 году в семье шотландского егеря. В какой-то момент он был членом ИРА, а во время Первой мировой войны служил солдатом в битве на Сомме во Франции в 1916 году, а также на поле битвы за Фландрию в Пассендейле, Бельгия. Он прошёл путь шпиона в Австрии. Позже он стал искателем приключений, путешествующим по всему миру, и некоторое время работал во Всемирной страховой компании, защищая выписанные ими полисы и спасая компанию от мошеннических выплат.
Билл привык к жизни в своём приёмном африканском доме и поклялся защищать его от бед. Там он подружился с колдуном, известным как вождь Каволо. Когда Каволо получил смертельную травму при падении, он подозвал Билла к своей постели и предложил ему волшебное кольцо. Каволо сказал скептически настроенному Конго Биллу, что, потерев кольцо, он сможет перенести своё сознание в тело легендарной золотой гориллы. Он принял кольцо, чтобы исполнить предсмертное желание своего друга. Несколько недель спустя землетрясение заперло Билла в глубокой пещере. Не имея возможности сбежать, Конго Билл безнадёжно потер волшебное кольцо. Мгновенно его разум переместился в тело Золотой гориллы. Подбежав к обвалу, он использовал свою огромную силу, чтобы расчистить заваленный вход, и задался вопросом, что стало с его телом, если он не был «дома». Он понял, что когда его сознание вошло в тело золотой гориллы, сознание существа вошло в его собственное тело. Билл решает использовать свои новые способности для борьбы с преступностью в джунглях. Позже ему помогает Джану, маленький мальчик, выросший в джунглях.
Годы спустя Билл (теперь известный как Конгорилла) после смерти своего человеческого тела оказывается запертым в своей форме золотой гориллы и становится защитником банды горилл и другом южноафриканского героя Зверя Свободы. Когда охотники убивают горилл и Зверя Свободы, Конгорилла решает добиться справедливости. После того, как след приводит к злодею Прометею, Конгорилла начинает сотрудничать со Старменом и отколовшейся фракцией Лиги Справедливости. После смерти Прометея Конгорилла становится полноправным членом Лиги справедливости.
За время работы в Лиге Билл столкнулся лицом к лицу с такими врагами, как изгой Звёздное сердце и Эклипсо, и стал близким другом Стармена и Супергёрл. Он также является частью гораздо более многочисленной импровизированной команды Лиги Справедливости, когда возвращение Бэтмена после кажущейся смерти угрожает уничтожить время и пространство. После того, как «Batman Inc.» назначает мстителя Бэтвинга официальным Бэтменом Африки, Конгорилла понимает, что континент слишком велик, чтобы справиться с ним одному герою. В конечном счёте он решает уйти из Лиги Справедливости Америки, чтобы объединить супергероев Африки в более эффективную команду и найти достойного преемника для Зверя Свободы.
В 2011 году The New 52 перезапустили вселенную DC. Конгорилла фигурирует как потенциальный член Международной Лиги Справедливости.
В 2016 году DC Comics осуществили ещё один перезапуск своих книг под названием DC Rebirth, который восстановил их непрерывность в том виде, в каком они были до The New 52. Конго Билл является стражем Скалы Монстров, живущим с Конгориллой и являющимся наставником Ущерба.

## Силы и способности
До того, как стать Конгориллой, Билл был опытным охотником, исследователем и стрелком. Будучи Конгориллой, обезьянье тело Билла наделяло его сверхъестественной силой, выносливостью, долговечностью, ловкостью, рефлексами и чувствами, способностью к самовосстановлению, способностью увеличиваться в размерах и фактическим бессмертием. Чтобы стать Конгориллой, он натирает волшебное кольцо, которое заменяет его сознание сознанием золотой гориллы.

## Другие версии
- Вариант Конгориллы из альтернативной вселенной появляется в эпизодической роли в JLA: The Nail в качестве заключённого в лаборатории Кадмуса.[18]
- Вариант Конгориллы из альтернативной вселенной появляется в Flashpoint.[19]
- Вариант Конгориллы из альтернативной линии времени появляется в Twilight of the Superheroes. Эта версия является криминальным авторитетом, который десятилетиями оставался в теле гориллы после того, как его человеческое тело стало слишком хрупким. Из-за того, что дух гориллы оказался бессмертным, несмотря на то, что он находился в его теле, Конгорилла прячет его в своей квартире.

## Вне комиксов

### Телевидение
- Уильям Гленморган появляется в эпизоде «Меня зовут Эмико Квин» из сериала «Стрела», где его роль исполняет Эдвард Фой.[20] Эта версия является человеком-наёмником.
- Конгорилла появляется в эпизоде «В погоне за белками» из мультсериала «Монстры-коммандос», где его озвучивает Джейсон Конописос.[21][22] Эта версия является заключённым Отдела заточения нелюдей в тюрьме Белль-Рив, которого позже убивает Невеста за то, что он издевался на Ниной Мазурски.

### Кино
Конго Билл появляется в одноимённом многосерийном фильме, где главную роль исполнил Дон Макгуайр.

### Видеоигры
Конгорилла появляется в качестве призываемого персонажа в игре Scribblenauts Unmasked: A DC Comics Adventure.

### Прочее
- Adventure Comics #283 появляется в эпизоде «The Great Filling Station Robbery» из «Шоу Энди Гриффита».
- Конгорилла появляется в 19 выпуске серии сопутствующих комиксов к мультсериалу «Юная Лига Справедливости». Эта версия — божество-горилла и член отряда Соловара, который много лет назад избежал экспериментов со стороны Мозга и Ультра-Гуманоида.